# U18合同チーム東西対抗戦
U18合同チーム東西対抗戦は、各都道府県の新人大会および各ブロック新人大会に単独校として15人制試合に参加できなかった選手のうち、夏に開催された「KOBELCO CUP U18全国高等学校ラグビーフットボール大会」に参加した選手の中から選抜され、毎年1月、東軍と西軍に分かれて戦う試合である。別名「もう一つの花園」。

## 概要
第1回開催当時、全国高等学校ラグビーフットボール大会（冬の花園）の予選に出場した892チームのうち、部員不足のため 複数校あるいは都道府県単位などによる合同チームは76チームあった。
合同チームは都道府県予選には出場できるが、その地区で優勝したとしても全国大会へは出場できない。その選手らに、夢と希望を与え、高校ラグビーの活性化をはかることを目的としている。
前年夏に開催した「KOBELCO CUP（U18全国高等学校ラグビーフットボール大会）」で活躍した選手の中から、東西25名ずつ計50名が選出される。
全国高等学校ラグビーフットボール大会（冬の花園）の準決勝の前に、同じ東大阪市花園ラグビー場第1グラウンドで前座試合として実施するため、「もう一つの花園」とも呼ばれる。

## 歴史
1972年度（1973年1月）から2008年度（2009年1月11日）まで32回にわたって、高校選抜選手を集めた全国高等学校東西対抗試合が行われた。
同年、2008年度（2009年1月7日）から、チーム単位での出場ができない選手から選抜される この対戦が始まった。
第1回（2009年1月）から第12回（2020年1月）までは、全国高等学校ラグビーフットボール大会（冬の花園）の決勝戦の前に行われていた。
第13回・第14回となる2020年度・2021年度（2021年1月・2022年1月）は、新型コロナウイルス感染症の世界的流行のため、開催されなかった。
第15回（2022年度、2023年1月）から、全国高等学校ラグビーフットボール大会（冬の花園）の準決勝の前に行われるようになった。

## 対戦結果
| 回     | 年度     | 開催年月     | 勝利チーム                                         | スコア                                             | 敗戦チーム                                         | 出場選手                                           | 開催                                               | 出典          |
| ------ | -------- | ------------ | -------------------------------------------------- | -------------------------------------------------- | -------------------------------------------------- | -------------------------------------------------- | -------------------------------------------------- | ------------- |
| 第1回  | 2008年度 | 2009年1月7日 | 東軍                                               | 36-34                                              | 西軍                                               |                                                    | 「冬の花園」決勝戦の前に実施                       | [ 9 ] [ 10 ]  |
| 第2回  | 2009年度 | 2010年1月7日 | 西軍                                               | 36-7                                               | 東軍                                               | [ 11 ]                                             | 「冬の花園」決勝戦の前に実施                       | [ 12 ]        |
| 第3回  | 2010年度 | 2011年1月8日 | 西軍                                               | 19-12                                              | 東軍                                               |                                                    | 「冬の花園」決勝戦の前に実施                       | [ 13 ]        |
| 第4回  | 2011年度 | 2012年1月7日 | 西軍                                               | 57-7                                               | 東軍                                               | [ 14 ]                                             | 「冬の花園」決勝戦の前に実施                       | [ 15 ] [ 16 ] |
| 第5回  | 2012年度 | 2013年1月7日 | 西軍                                               | 64-7                                               | 東軍                                               |                                                    | 「冬の花園」決勝戦の前に実施                       |               |
| 第6回  | 2013年度 | 2014年1月7日 | 西軍                                               | 31-0                                               | 東軍                                               |                                                    | 「冬の花園」決勝戦の前に実施                       | [ 17 ]        |
| 第7回  | 2014年度 | 2015年1月7日 | 東軍                                               | 34-5                                               | 西軍                                               | [ 18 ] [ 19 ]                                      | 「冬の花園」決勝戦の前に実施                       | [ 20 ] [ 21 ] |
| 第8回  | 2015年度 | 2016年1月7日 | 西軍                                               | 31-12                                              | 東軍                                               | [ 22 ] [ 23 ]                                      | 「冬の花園」決勝戦の前に実施                       | [ 24 ] [ 25 ] |
| 第9回  | 2016年度 | 2017年1月7日 | 東軍                                               | 31-10                                              | 西軍                                               | [ 26 ]                                             | 「冬の花園」決勝戦の前に実施                       | [ 27 ] [ 28 ] |
| 第10回 | 2017年度 | 2018年1月8日 | 東軍                                               | 27-12                                              | 西軍                                               |                                                    | 「冬の花園」決勝戦の前に実施                       | [ 29 ]        |
| 第11回 | 2018年度 | 2019年1月7日 | 西軍                                               | 26-12                                              | 東軍                                               | [ 30 ]                                             | 「冬の花園」決勝戦の前に実施                       | [ 31 ]        |
| 第12回 | 2019年度 | 2020年1月7日 | 西軍                                               | 19-12                                              | 東軍                                               | [ 32 ]                                             | 「冬の花園」決勝戦の前に実施                       | [ 33 ] [ 34 ] |
| 第13回 | 2020年度 | 2021年1月    | 新型コロナウイルス感染症の世界的流行のため開催せず | 新型コロナウイルス感染症の世界的流行のため開催せず | 新型コロナウイルス感染症の世界的流行のため開催せず | 新型コロナウイルス感染症の世界的流行のため開催せず | 新型コロナウイルス感染症の世界的流行のため開催せず | [ 35 ]        |
| 第14回 | 2021年度 | 2022年1月    | 新型コロナウイルス感染症の世界的流行のため開催せず | 新型コロナウイルス感染症の世界的流行のため開催せず | 新型コロナウイルス感染症の世界的流行のため開催せず | 新型コロナウイルス感染症の世界的流行のため開催せず | 新型コロナウイルス感染症の世界的流行のため開催せず | [ 36 ]        |
| 第15回 | 2022年度 | 2023年1月5日 | 東軍                                               | 13-12                                              | 西軍                                               | [ 37 ] [ 38 ]                                      | 「冬の花園」準決勝の前に実施                       | [ 39 ]        |
| 第16回 | 2023年度 | 2024年1月7日 | 東軍                                               | 29-24                                              | 西軍                                               | [ 40 ]                                             | 「冬の花園」準決勝の前に実施                       | [ 40 ] [ 41 ] |